# Västerfärnebo kontrakt
Västerfärnebo kontrakt var ett kontrakt i Västerås stift. Det upplöstes 1962 då församlingarna överfördes till olika kontrakt.

## Ingående församlingar
Området omfattade Gamla Norbergs bergslag, Vagnsbro härad och större delen av Norrbo härad
- Västervåla församling överfördes till Västanfors kontrakt
- Norbergs församling överfördes till Västanfors kontrakt
- Västanfors församling överfördes till Västanfors kontrakt
- Romfartuna församling överfördes till Domprosteriet
- Harakers församling överfördes till Domprosteriet
- Västerfärnebo församling överfördes till Sala kontrakt
- Fläckebo församling överfördes till Sala kontrakt
- Karbennings församling överfördes till Sala kontrakt

## Kontraktprostar
- Nicolaus Nicolai Prytz från 1648
- Alfred Westholm från 1886